# Michel Bensoussan
Michel Bensoussan (ur. 5 stycznia 1954 w Pau) – francuski piłkarz występujący na pozycji bramkarza. 

## Kariera klubowa
Bensoussan karierę rozpoczynał w 1973 roku w zespole Pau FC. W 1974 roku został graczem zespołu Paris Saint-Germain, grającego w Division 1. W lidze tej zadebiutował w sezonie 1976/1977, 13 sierpnia 1976 w przegranym 0:1 meczu z OGC Nice. Sezon 1978/1979 spędził na wypożyczeniu w drużynie Paris FC, również występującej w Division 1. Następnie wrócił do PSG, jednak w sezonie 1979/1980 nie rozegrał tam już żadnego spotkania i odszedł z klubu.
Został wówczas zawodnikiem klubu FC Rouen, grającego w Division 2. W sezonie 1981/1982 wywalczył z nim awans do Division 1. W Rouen występował do końca sezonu 1984/1985. Potem odszedł do drugoligowego SM Caen, ale w sezonie 1987/1988 również z nim awansował do Division 1. W 1989 roku Bensoussan wrócił do PSG, a rok później zakończył tam karierę.
W Division 1 rozegrał 175 spotkań.

## Kariera reprezentacyjna
W reprezentacji Francji Bensoussan nie rozegrał żadnego spotkania. 
W 1984 roku był członkiem reprezentacji, która zdobyła złoty medal na Letnich Igrzyskach Olimpijskich.